# کائو بانگ
کائو بانگ (به لاتین: Cao Bằng) یک شهر در ویتنام است که در استان کائو بانگ واقع شده‌است.
این شهر در سال ۲۰۱۲ میلادی ۸۴٬۴۲۱ نفر جمعیت دارد.